# Leonor de Velasco y la Cueva
Leonor de Velasco y la Cueva (m. 20 de septiembre de 1689), XI condesa de Siruela (1680), V marquesa de Cerralbo, II condesa de Villalobos, señora de la villa de Roa y su tierra, de los valles de Cervera y Pernía, de Castrejón y Villalobón, y del estado de Agoncillo y Casa de Medrano en La Rioja. Era décima hija de Gabriel de Velasco y la Cueva y de Victoria Pacheco y Colona.

## Biografía

### Matrimonio
Según el historiador Gabriel Maura Gamazo, Leonor Velasco se vio envuelta en cierto escándalo como consecuencia de sus amoríos con un hombre que además de casado, era pobre. Y aunque luego Iñigo de Toledo, hijo del marqués de Valdueza, le propuso matrimonio, la Junta de Gobierno desaprobó el enlace bajo el pretexto de que Leonor era heredera de las casas de Siruela y Cerralbo. Esto la motivó a ella, definitivamente, a tomar partido por la causa de Juan José de Austria, hijo ilegítimo de Felipe IV de España. Posteriormente casó con Alonso de Sandoval y Pacheco, II marqués de Caracena del Valle, pero sin dejar descendencia, de modo que el condado fue heredado por Cristóbal de Velasco y de la Cueva y Carrillo de Mendoza, descendiente del sexto conde y de su segunda esposa.

### Estadía en la Corte e intrigas
El 18 de diciembre de 1629 fue nombrada dama acompañante de la infanta emperatriz María Ana de Austria, hermana de Felipe IV y esposa de Fernando III de Habsburgo. Regresó a España veinte años después, en 1649, junto a Mariana de Austria, futura esposa del monarca hispano. Esta la nombró su tocadora (aunque ya en 1646 era su dama) y el 4 de enero de 1650 le hizo merced de disponer del carruaje del Palacio.
En 1651 no acudió al bautismo de la infanta Margarita debido a su luto por la muerte o enfermedad de un familiar.
Entre 1665 y 1669 Leonor de Velasco participó en varias intrigas contra el padre jesuita. Apoyó la candidatura de Juan de Madrid para el confesionario de la reina y a partir de 1668 comenzó a colaborar con Juan José de Austria por las razones susodichas. En 1677 esta colaboración se convirtió en su apoyo total, en deslealtad a la reina Mariana. No obstante, posteriormente fue perdonada y en los años 1679 y 1680 recibió la concesión diaria de dos platos de la vianda. En este último año, además, su hermana Ana María Velasco de la Cueva falleció legandole el título de XI condesa de Siruela y varios objetos de valor, entre ellos, un «broche de diamantes».

## Muerte
Leonor testó el 22 de octubre de 1680 ante Lucas Gómez Portero, escribano real, en un documento que fue ampliado el 13 de mayo de 1689. Murió en Madrid el 20 de septiembre de 1689, tras sesenta de años de servir como dama del Palacio Real, y fue enterrada al día siguiente en el Monasterio de las Carmelitas de Santa Ana. Pocos días antes de su muerte, la reina consorte le había concedido 200 doblones de dos escudos de oro cada uno, para sufragar los gastos de su funeral, y mandado que a la hora de su muerte se le asistiera «con todo lo que se acostumbra a asistir a las damas».

## Críticas
A partir de 1665 y hasta 1674, la futura condesa es mencionada constantemente en los diarios del embajador del Sacro Imperio Romano Germánico, el conde de Pötting. Este la halagaba en frases como «mi dama», «dama de relevantes partes», «dama que por ser de edad sabe mucho», «dama la más fina que se puede creer» y recibía regalos de ella, como «una cuenta original de Sancta Juana de la Cruz, encajada en oro, y ensartada en una cadenilla poniendomela en el braço izquierdo para traerla en su memoria, alaja muy estimada y rara». No obstante también tenía sus detractores, como el cardenal y hombre de Estado Luis Guillén de Moncada y Aragón, que insistía en la mala influencia que ejercía sobre el Palacio:

Este Palacio [...] con las malas costumbres y doctrina de doña Leonor de Velasco se ha convertido en una casa pública y pasan cosas horribles, multiplicandose el desonor como género humano y nada se remedia.
Carta de Luis Guillén de Moncada y Aragón al marqués de Castelrodrigo, fechada en 1666.

Por su parte, el citado historiador Gabriel Maura Gamazo caracterizó a Leonor de Velasco como:

Chismosa, casquivana y enredadora [...] [se] puso al servicio de don Juan, ojos avizores de corrida indiscreta y lengua mordaz de doncella averiada, con la esperanza de ofrecerle su desmantelado corazón y el faldo de sus encantos.
Gabriel Maura Gamazo, Carlos II y su Corte, dos volúmenes, tomo I, pp. 291-292.